# Décès en janvier 1948
Décès
- 1944
- 1945
- 1946
- 1947
- 1948
- 1949
- 1950
- 1951
- 1952

Pour une information complémentaire, voir la page d'aide.

| Date       | Nom             | Pays | Activités                                  | Âge | Source |
| ---------- | --------------- | ---- | ------------------------------------------ | --- | ------ |
| 23 janvier | Dragutin Vrđuka |      | Footballeur internaternational yougoslave. | 52  |        |